# Ben Vautier

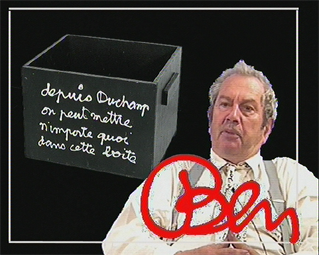
Ben Vautier 1995 (Encyclopédie audiovisuelle de l'art contemporain).

Ben Vautier, także Ben, właśc. Benjamin Vautier (ur. 18 lipca 1935 w Neapolu, zm. 5 czerwca 2024 w Nicei) – francuski artysta szwajcarskiego pochodzenia. Należał w latach 60. do najbardziej znanych przedstawicieli międzynarodowego ruchu artystycznego fluxus.

## Życiorys
Rodzina Bena Vautier często się przeprowadzała pomiędzy wieloma krajami, aż ostatecznie osiadła w 1949 w Nicei. Vautier zaczynał od osobistego stylu wywodzącego się od dadaizmu. Inspirowany był przez takich artystów, jak Yves Klein, Marcel Duchamp i artystów z kręgu nowego realizmu.
Pomiędzy latami 1958 a 1973 prowadził sklep z płytami w Nicei „Magasin“. Sklep wzbudzał spore zainteresowanie przez swoją fasadę i wyposażenie wnętrza, w których kształtowaniu Ben Vautier przejawiał swój typowy styl. Fasada była pokrywana przez lata licznymi różnorakimi obiektami. Całość uzupełniał charakterystycznymi odręcznymi kommentarzami w jaskrawych kolorach. Fasada jego sklepu była w 1994 wystawiona w Centre Georges Pompidou.
W roku 1959 założył czasopismo Ben Dieu. W następnym roku na pierwszym piętrze jego sklepu (tzw. Laboratoire 32) odbyła się wystawa pod nazwą „Rien et tout“ (pol.: Nic i wszystko).
Ben Vautier należał poza Al Hansenem, Johnem Cage'em i innymi w latach 1962 do 1970 do wiodących członków ruchu fluxus. Z tego powodu bywał na międzynarodowych festiwalach tego ruchu i dał się poznać przez swoje występy. Przez to Nicea stała się jednym z centrów ruchu fluxus we Francji.
Ben Vautier stał się mentorem młodego ruchu w sztuce Figuration Libre, który w 1981 w artykule dla czasopisma Flash Art otrzymuje tę nazwę od niego. Brał udział w wielu wystawach w kraju i za granicą, zdobywając sukcesy artystyczne.

## Działalność
Na początku lat 60. Ben Vautier podjął wiele akcji, żeby wszystko sygnować, co mu wpadło w oczy; łącznie z dziełami innych artystów, ale też i własne ciało. Zakładał na podstawie ready-made Marcela Duchampa i poznania, że dzieło sztuki da się rozpoznać wyłącznie poprzez jego podpisanie (sygnowanie).
W roku 1972 był uczestnikiem documenty 5 w Kassel w dziale Indywidualne Mitologie: Autoprezentacja – Performance – Aktywność – Zmiany (niem. Individuelle Mythologien: Selbstdarstellung – Performances – Activities – Changes).
W roku 1992 jego motto la Suisse n'existe pas („Szwajcaria nie istnieje“) zdobiło oficjalny pawilon szwajcarski na wystawie światowej w Sewilli.

## Śmierć
Ciało Bena Vautiera znaleziono 5 czerwca 2024 w jego domu w Nicei. Artysta popełnił samobójstwo strzelając sobie w głowę z pistoletu, po tym gdy 4 czerwca zmarła na udar mózgu jego żona.  